# مايك كار
مايك كار (بالإنجليزية: Mike Carr)‏ هو عازف جاز وعازف بيانو بريطاني، ولد في 7 ديسمبر 1937 في ساوث شيلدز ‏ في المملكة المتحدة، وتوفي في 22 سبتمبر 2017.

## وصلات خارجية
- مايك كار على موقع ميوزك برينز (الإنجليزية)
- مايك كار على موقع أول ميوزيك (الإنجليزية)
- مايك كار على موقع ديسكوغز (الإنجليزية)